# Monts Baining
Les monts Baining sont une chaîne de montagnes de la Nouvelle-Bretagne, en Papouasie-Nouvelle-Guinée, ils sont situés dans la péninsule de Gazelle.